# Center (Nebraska)
Pour les articles homonymes, voir Center.
La ville de Center est le siège du comté de Knox, dans l’État de Nebraska, aux États-Unis. Elle comptait 94 habitants lors du recensement de 2010.